# Seat 131

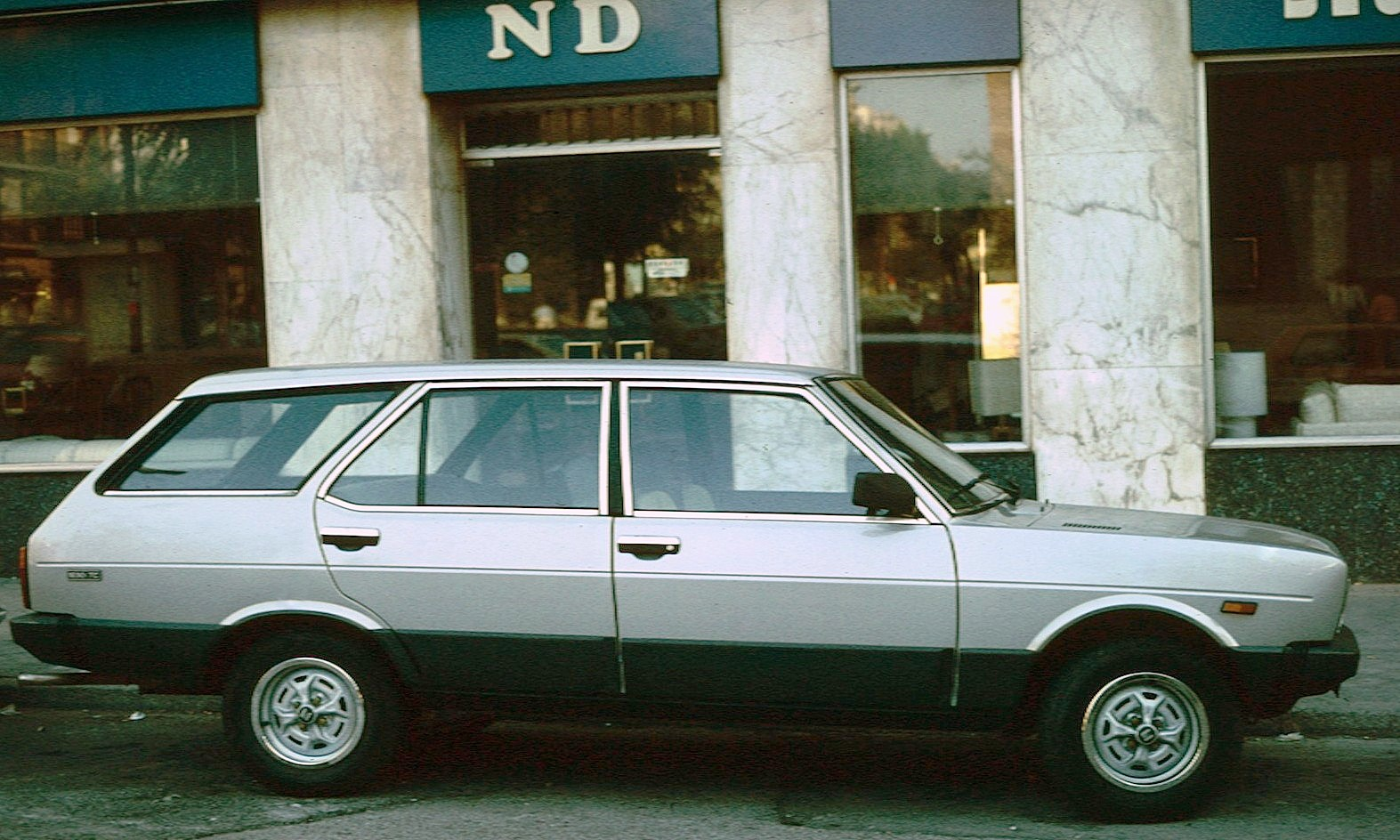
Seat 131 Kombi

Der Seat 131 war ein von Anfang 1975 bis Anfang 1985 produzierter Pkw der unteren Mittelklasse. Es gab ihn als viertürige Stufenhecklimousine und als fünftürigen Kombi. Mit dem 131 ersetzte Seat die Baureihe Seat 1430.
Er wurde in Spanien mit der Karosserie des Fiat 131, aber vom italienischen Original abweichender Motorisierung gebaut:
Der Seat 131 L erbte den Motor des Seat 1430 mit 1438 cm³ und 55 kW/75 PS. Seine Höchstgeschwindigkeit lag bei 155 km/h. Der Seat 131 E erhielt den Motor des Seat 1430 Especial 1600 mit 1592 cm³ und 70 kW/95 PS. Er fuhr bis zu 170 km/h schnell. Beide Fahrzeuge wurden von 1975 bis 1981 angeboten.
Der Seat 131 Diesel hatte einen 4-Zylinder-Reihenmotor von Perkins mit 1760 cm³ und 36 kW / 49 PS. Ab 1980 wurde stattdessen ein 2,5-l-Motor von SOFIM (der 8140) eingesetzt.
Wie beim Fiat 131 wurden beim Seat ab Frühjahr 1978 auch Supermirafiori-Versionen angeboten. Der Seat 131 Supermirafiori 1800 entwickelte 79 kW / 107 PS aus 1756 cm³ Hubraum, der Seat 131 Supermirafiori 1900 80 kW/109 PS aus 1920 cm³ Hubraum. Beide Versionen, die bis 1985 erhältlich waren, fuhren bis zu 175 km/h schnell.
Anfang 1985 wurde die Produktion des Seat 131 beendet. Sein Nachfolger hieß Malaga.